# Олимпийский комитет Сирии
Олимпийский комитет Сирии (араб. اللجنة الأولمبية السورية‎) — организация, представляющая Сирию в международном олимпийском движении. Основан и зарегистрирован в МОК в 1948 году.
Штаб-квартира расположена в Дамаске. Является членом Международного олимпийского комитета, Олимпийского совета Азии и других международных спортивных организаций. Осуществляет деятельность по развитию спорта в Сирии.